# 英俊少年
《英俊少年》（德語：Heintje - Einmal wird die Sonne wieder scheinen，直译为“海因切 - 总有一天阳光再次照耀”）是1970年公映的西德电影，主演是海因切，德语片名和主演的名字一样。該片的情节讲述的是少年海因切和父亲及外祖父之间的一段故事。
該片雖然早在1970年上映，但於1980年代初期才引入中国，在中國上映後，引起轰动。